# Ángel Herrera (Boxer)

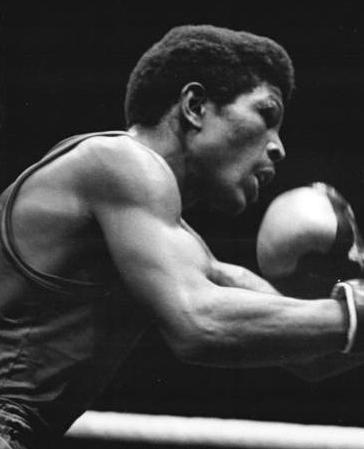
Ángel Herrera (1982)

Ángel Herrera Vera (* 2. August 1957 in Guantánamo) ist ein ehemaliger kubanischer Boxer. Herrera war Weltmeister 1978 und 1982 und Olympiasieger 1976 und 1980.

## Karriere
Herrera war kubanischer Meister der Jahre 1977, 1978, und 1979 im Federgewicht (-57 kg) und 1982, 1983 und 1984 im Leichtgewicht (-60 kg).
1976 nahm er im Alter von 18 Jahren an den Olympischen Spielen in Montreal teil und konnte nach Siegen über Rai Sik, Indien (KO 1.), Angel Pacheco, Venezuela (5:0), Dave Armstrong, USA (3:2), Juan Paredes, Mexiko (5:0) überraschend im Federgewicht die Goldmedaille gewinnen, im Finale besiegte er dabei den favorisierten Vertreter der DDR, Richard Nowakowski.
1977 gewann Herrera die Zentralamerika- und Karibikspiele und die Silbermedaille bei den Armeemeisterschaften des Ostblocks hinter Wiktor Rybakow und im Jahr darauf die Weltmeisterschaften. Nach Niederlagen bei den Panamerikanischen Spielen 1979 gegen Bernard Taylor, USA (5:0), und bei den kubanischen Meisterschaften gegen Adolfo Horta stieg er ins Leichtgewicht auf, und gewann bei den Olympischen Spielen 1980 auch in dieser Gewichtsklasse die Goldmedaille. Herrera schlug hierbei Carlo Russollilo, Italien (5:0), Geza Tumbas, Jugoslawien (5:0), Galsandordschiin Batbileg, Mongolei (5:0), Kazimierz Adach, Polen (5:0), und Wiktor Demjanenko, Sowjetunion (RSC 3.).

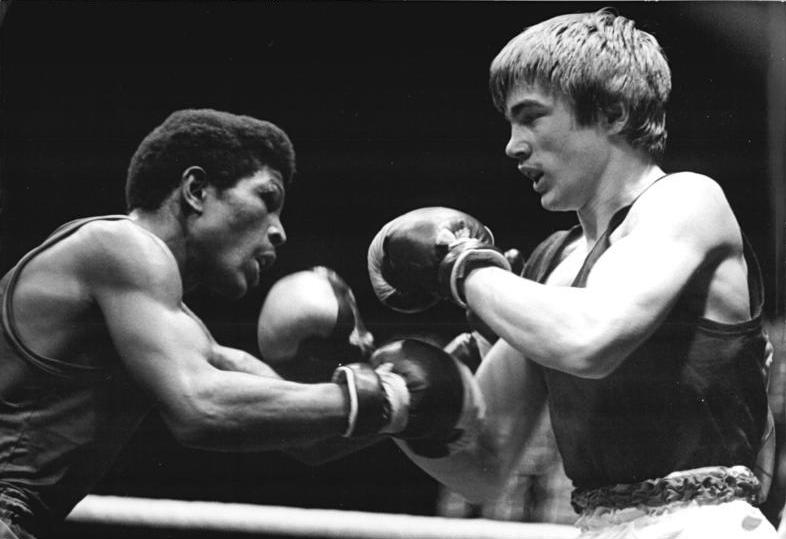
1982 in Halle:Ángel Herrera (links) unterliegt Siegfried Mehnert nach Punkten

1981 gewann Herrera die Nordamerikanischen Meisterschaften mit einem Finalsieg über Vinny Pazienza, USA, und im selben Jahr den Weltcup in Montreal mit einem Revanchesieg gegen Rybakow. Im Jahr darauf gewann er die Weltmeisterschaften mit einem Finalsieg über Pernell Whitaker, USA (3:2). Nachdem er bei den Panamerikanischen Spielen 1983 Whitaker im Finale unterlag, verhinderte der Olympiaboykott Kubas eine weitere Olympiateilnahme Herreras. Bei den ersatzweise stattfindenden Wettkämpfen der Freundschaft gewann Herrera die Goldmedaille mit einem Finalsieg über Nergüin Enchbat, Mongolei (3:2). 
Nach diesem letzten Erfolg beendete Herrera seine Karriere. Er lebt heute in bescheidenen Verhältnissen in Alamar, Habana del Este. Das Auto, das er für seine Erfolge erhalten hatte, vermietet er, um damit seinen Lebensunterhalt zu verdienen.